# Autorépondeur
Un autorépondeur est un logiciel qui répond automatiquement à un message électronique qui lui est envoyé. Le logiciel peut être très simple ou très complexe.
Un logiciel autorépondeur est souvent inclus dans un logiciel d'envoi de courrier électronique de masse. Le logiciel est aussi souvent inclus dans un logiciel de liste de diffusion pour confirmer une souscription, un désabonnement ou une autre activité de gestion de la liste.
Les autorépondeurs sont souvent utilisés comme outils de marketing pour répondre immédiatement à un message d'un client, puis relancer le client à intervalles prédéterminés.

## Histoire
Les premiers autorépondeurs ont été inclus dans les serveurs mail transfer agent pour informer les expéditeurs de messages qui ne pouvaient pas être livrés. Ces serveurs émettaient alors des messages du type your e-mail could not be delivered because... (votre message n'a pas pu être livré parce que...).
Aujourd'hui, les autorépondeurs des serveurs mail transfer agent doivent se garder d'envoyer de tels messages dans les cas de pourriels. En effet, dans les cas de pourriels, l'adresse de l'expéditeur est fausse et une réponse à cette adresse sera interprétée comme du pourriel par le propriétaire de l'adresse parce qu'il n'est pas responsable de l'envoi du message pourriel. Les avis indésirables envoyés par les autorépondeurs des serveurs mail transfer agent mal configurés sont appelés retrodiffusions. Un serveur mail transfer agent qui émet des rétrodiffusions peut être placé sur une liste noire DNS.

## Types de logiciel
Tout comme les logiciels d'envoi de courrier électronique de masse, la plupart des autorépondeurs sont hébergés par des fournisseurs qui vendent l'accès à leurs systèmes. Les clients paient un frais mensuel fixe pour avoir accès à un compte qui leur permet de définir leurs réponses automatiques, habituellement à travers une interface Web. Le principal avantage de ce type d'hébergement est la stabilité du système et la facilité d'utilisation pour le client qui n'a pas à gérer le serveur et le logiciel utilisés.
Certains logiciels autorépondeurs sont hébergés par l'utilisateur qui achète une licence d'un logiciel ou développe son propre logiciel et l'héberge sur son propre serveur. Cette approche permet à l'utilisateur de réduire ses frais, mais il doit en échange gérer lui-même son logiciel et son serveur.